# Lianzhu (socken i Kina, Zhejiang)
Lianzhu (kinesiska: 濂竹, 濂竹乡) är en socken i Kina. Den ligger i provinsen Zhejiang, i den östra delen av landet, omkring 200 kilometer söder om provinshuvudstaden Hangzhou. Antalet invånare är 2267. Befolkningen består av 1 078 kvinnor och 1 189 män. Barn under 15 år utgör 11,0 %, vuxna 15-64 år 66 %, och äldre över 65 år 22,0 %.
Genomsnittlig årsnederbörd är 2 285 millimeter. Den regnigaste månaden är juni, med i genomsnitt 470 mm nederbörd, och den torraste är oktober, med 48 mm nederbörd.